# Черта в иероглифике

Иероглиф 永

Черты иероглифа 永

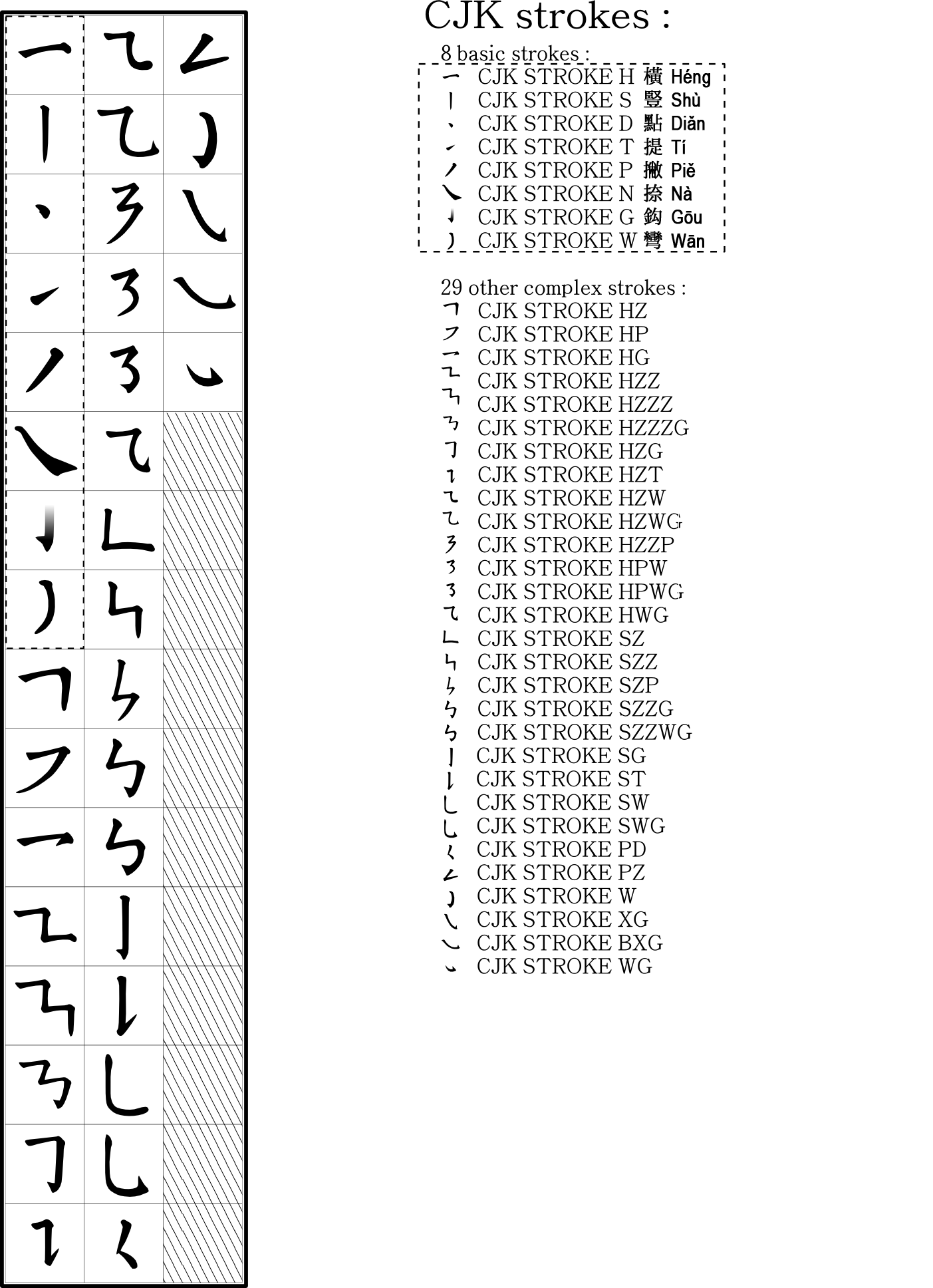
Простые и сложные черты

Черта́ в иероглифике — наименьшая дознаковая единица китайского письма, служащая для построения иероглифов.
К простейшим чертам, так называемым «восьми принципам иероглифа „юн“» (кит. 永字八法; так называются поскольку из них состоит иероглиф 永, «юн»), относятся следующие восемь элементов:
| Китайское название | Описание                 | Изображение | Юникод                 |
| ------------------ | ------------------------ | ----------- | ---------------------- |
| 点 (дянь, diǎn)    | точка                    |             | ㇔ (U+31D4)            |
| 横 (хэн, héng)     | горизонтальная черта     |             | ㇐ (U+31D0)            |
| 竖 (шу, shù)       | вертикальная черта       |             | ㇑ (U+31D1)            |
| 钩 (гоу, gōu)      | крючок                   |             | отдельного символа нет |
| 提 (ти, tí)        | восходящая черта         |             | ㇀ (U+31C0)            |
| 弯 (вань, wān)     | изогнутая откидная влево |             | отдельного символа нет |
| 撇 (пе, piě)       | откидная влево           |             | ㇒ (U+31D2)            |
| 捺 (на, nà)        | откидная вправо          |             | ㇏ (U+31CF)            |

Излом горизонтальной или вертикальной черты на 90° называется чжэ (折 zhé).
От простейших восьми элементов и излома образуются производные черты: горизонтальная с крючком (乛 хэнгоу), дважды ломаная горизонтальная (㇅ хэнчжэчжэ), горизонтальная с откидной влево (㇇ хэнпе) и т. д.